# Amphichaetodon
Amphichaetodon – rodzaj morskich ryb z rodziny chetonikowatych. Hodowane w akwariach morskich.

## Zasięg występowania
Strefa subtropikalna południowego Pacyfiku.

## Klasyfikacja
Gatunki zaliczane do tego rodzaju:
- Amphichaetodon howensis
- Amphichaetodon melbae